# Provincia Al Jawf

Localizarea provinciei în Arabia Saudită

Al Jawf (arabă: الجوف al-Ǧawf) este una dintre provinciile Arabiei Saudite și are capitala la Sakaka. La vest se învecinează cu statul Iordania.